# Donji Vidovec
Donji Vidovec – wieś i gmina w Chorwacji, w żupanii medzimurskiej. W 2011 roku liczyła  1399 mieszkańców.